# Bertil Rylander
Bertil Rylander, född 28 december 1929, död 11 september 2014, var en svensk fotbollsspelare. Rylander spelade bland annat i Kalmar FF där han under säsongen 1953/1954 nådde andra plats i den allsvenska skytteligan med totalt 18 mål.

## Karriär
Efter att ha spelat i IFK Göteborg som ung, debuterade han i allsvenskan för just IFK Göteborg säsongen 1948/49, men det blev endast tre matcher och ett mål under debutsäsongen. Efter tre säsonger med Göteborg i division 2, blev han petad från lagets Indienresa. Rylander lockades då över till Kalmar FF av tränaren Istvan Wampetits. Med sina 11 mål i division 2 säsongen 1953/54 var han en starkt bidragande orsak till Kalmar FF:s avancemang till allsvenskan. Säsongen 1954/55 blev hans främsta, då han med sina 18 mål kom på andra plats i den allsvenska skytteligan.
År 1955 sändes Bertil Rylander, som i det civila var tjänsteman, till London och tränade då med Charlton Athletic FC vid sidan av sitt arbete. Charlton blev så imponerade av Rylander att han fick följa med på deras Spanienturné, där han bland annat gjorde mål mot Real Madrid. Han erbjöds även proffskontrakt av Charlton, men avböjde då han ville vara lojal mot sin svenska arbetsgivare. Därefter spelade han ytterligare en säsong i Kalmar FF 1955/56 i division 2, innan flytten på grund av jobbet, gick till Säffle där han värvades till SK Sifhälla. I Sifhälla blev han snabbt lagkapten och var spelande tränare ända in på 1970-talet. Bland de spelare som Rylander tränade återfanns bland annat Sven-Göran Eriksson. I SK Sifhälla var höjdpunkten året 1960 då klubben var nära avancemang till allsvenskan, men Sifhälla slutade tvåa i serien. Samma år deltog Sifhälla även i Östersjöspelen i Östtyskland där de nådde final och spelade inför 40 000 personer, matcher som även sändes i östtysk TV.
Trots sina framgångar fick han endast en chans i landslaget, men fick aldrig speltid då han satt som avbytare under en landskamp mot Island i Kalmar. I en omröstning bland medlemmarna i Sveriges Fotbollshistoriker & Statistiker hösten 2005 kom Bertil Rylander på fjärde plats gällande bästa allsvenska spelare utan landskamper genom tiderna.